# Kristen Connolly
Kristen Nora Connolly (12. juli 1980) er en amerikansk film - og tv -skuespiller . Hun er bedst kendt for sine roller som Dana Polk i The Cabin in the Woods og Christina Gallagher i House of Cards.

## Filmografi

### Film
| År   | Titel                  | Rolle                      |
| ---- | ---------------------- | -------------------------- |
| 2003 | Mona Lisa Smile        | Kunsthistorie Studerende   |
| 2008 | The Happening          | Kvinde som læser på bænken |
| 2008 | Meet Dave              | Make-Out pige              |
| 2012 | The Bay                | Stephanie                  |
| 2012 | The Cabin in the Woods | Dana Polk                  |
| 2012 | Ex-Girlfriends         | Laura                      |
| 2014 | Worst Friends          | Zoe                        |

### Tv
| År      | Titel                        | Rolle               | Note                                   |
| ------- | ---------------------------- | ------------------- | -------------------------------------- |
| 2008    | Guiding Light                | Jolene              |                                        |
| 2008    | Law & Order: Criminal Intent | Miranda / Teresa    | Episode 17: "Vanishing Act"            |
| 2009    | Life on Mars                 | Donna               | Episode: "Let All The Children Boogie" |
| 2009    | As the World Turns           | Josie Anderson      |                                        |
| 2011    | The Good Wife                | Maggie Reeves       | Episode: "Get a Room"                  |
| 2013–nu | House of Cards               | Christina Gallagher |                                        |
| 2014    | Houdini (miniserie)          | Bess Houdini        |                                        |